# Cocktailshaker

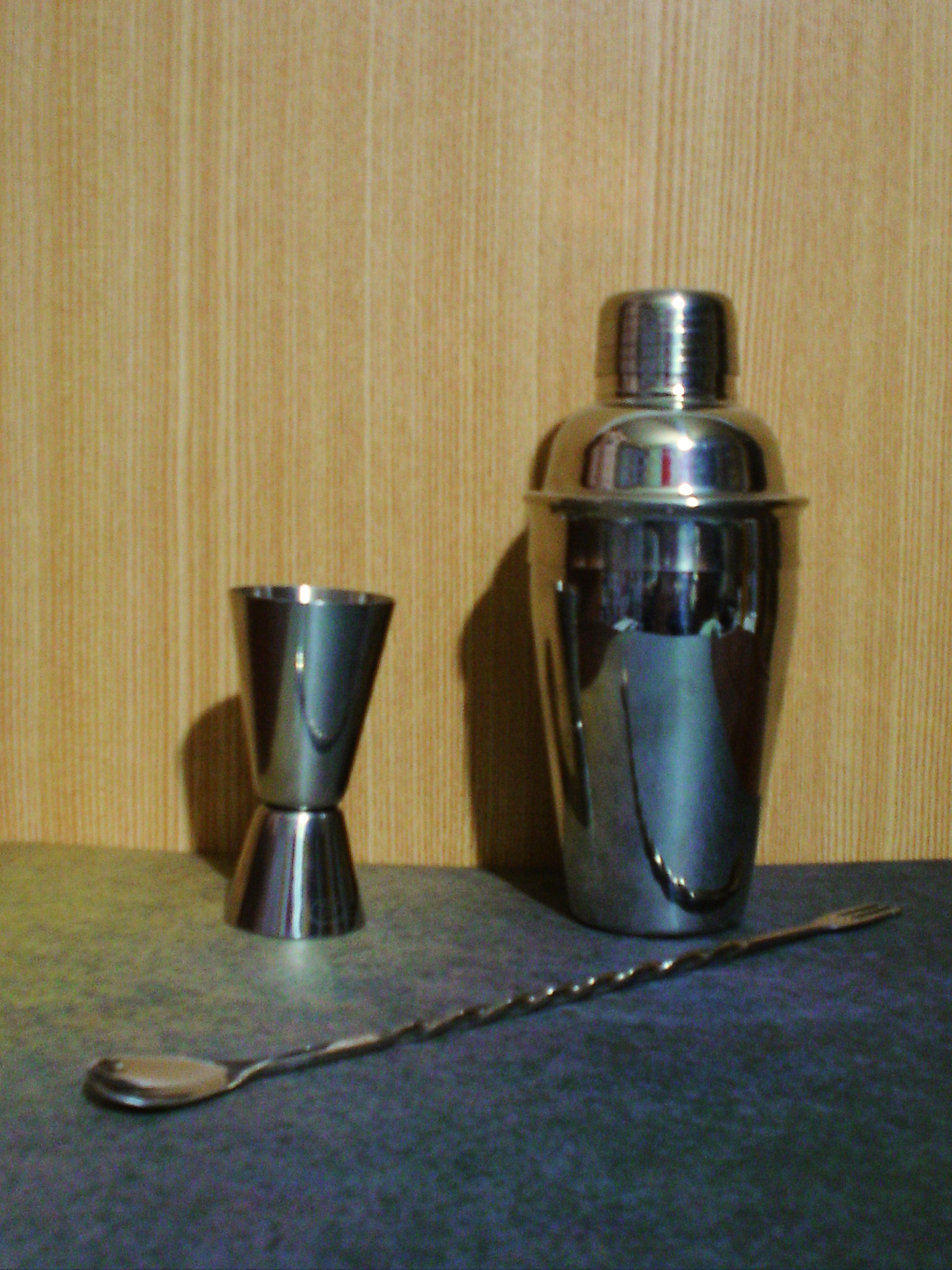
Een cobbler (rechts), een jigger (links) en een barlepel (voorgrond)

Een cocktailshaker is een voorwerp dat gebruikt wordt bij het bereiden van cocktails. Het is een afsluitbare beker, meestal van edelstaal, waarin de ingrediënten worden samengevoegd en vervolgens door elkaar geschud.
Er bestaan verschillende varianten:
Cobblerdeze is het meest bekend en ook het makkelijkst te gebruiken. Deze bestaat uit een stalen beker waarop een deksel met ingebouwde strainer (zeef) geplaatst kan worden. Hierop wordt weer een dop geplaatst om de beker af te sluiten. De cocktail wordt door de zeef in het glas geschonken. De dop kan ook gebruikt worden om hoeveelheden mee af te meten.
Boston shakerdeze bestaat uit een glazen en een stalen beker die over elkaar geplaatst worden en elkaar afsluiten. Hierdoor is het shaken zichtbaar.
Franse shakereen variant van de Boston shaker die uit twee stalen bekers bestaat.
Speedshakerdit is een glas dat over het cocktailglas heen geplaatst wordt om het glas af te sluiten waarna het schudden kan beginnen. Deze mag niet in combinatie met ijsblokjes worden gebruikt.